# Брашовско писмо
Писмо из Брашова (rum. Scrisoarea lui Neacşu) је први писани споменик на влашком језику, који се сматра претечом савременог румунског језика.
Писмо, поред израза говорног језика на почетку 16. века северно од Дунава, садржи бројне словенске речи и изразе.
Написана је румунском ћирилицом. Име долази од града Брашова, где га је отворио локални архивар Фридрих Штенер и предао Николају Јорги, који га је објавио. Написао га је влашки бољар и трговац Њакшу из Дугог Поља (сада Кампулунг) Јоханесу (Хансу) Бенкнеру, градском судији у Брашову. 